# Evangelische Kirche Klášter nad Dědinou

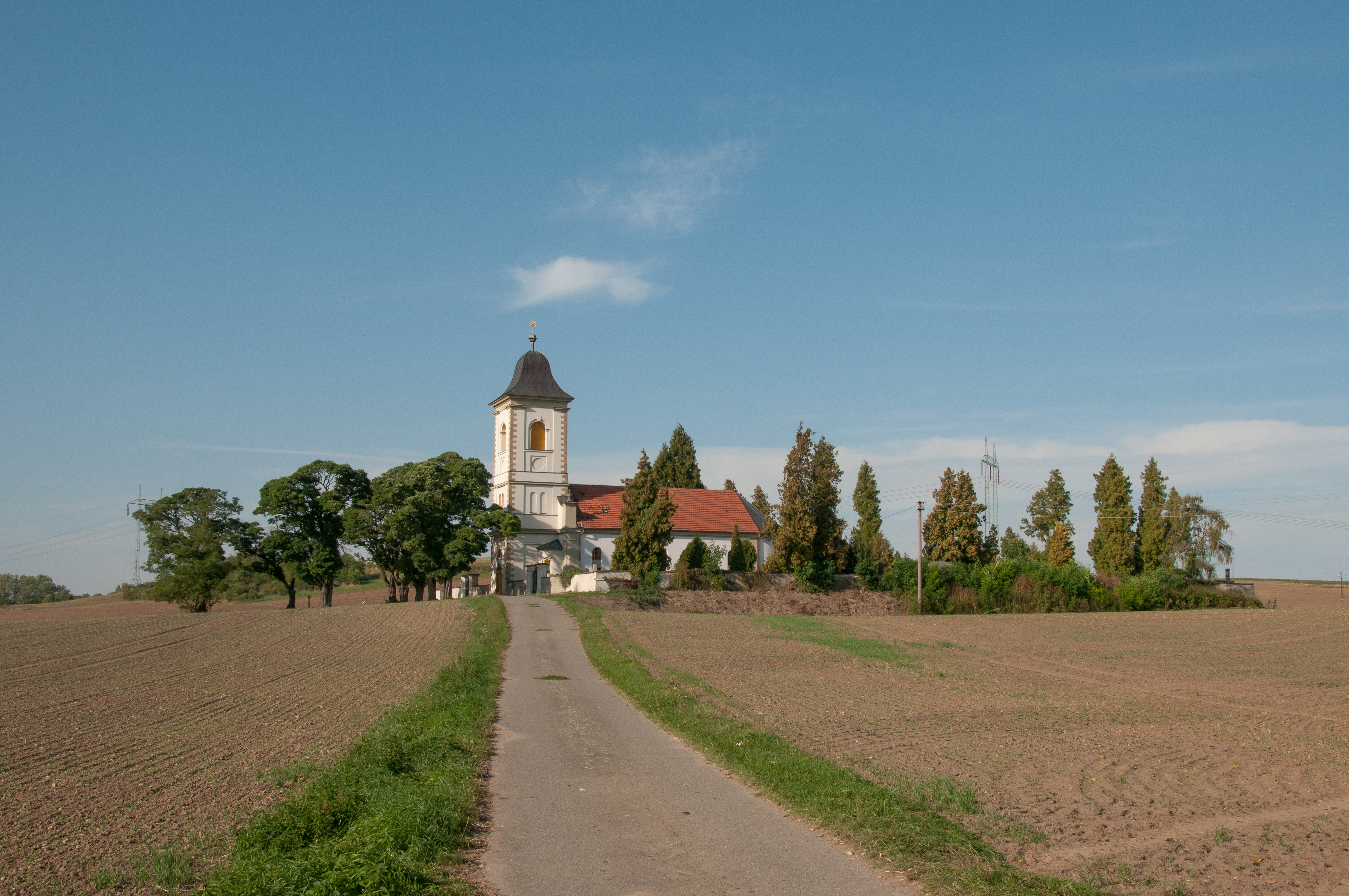
Blick von Klášter nad Dědinou zur Kirche

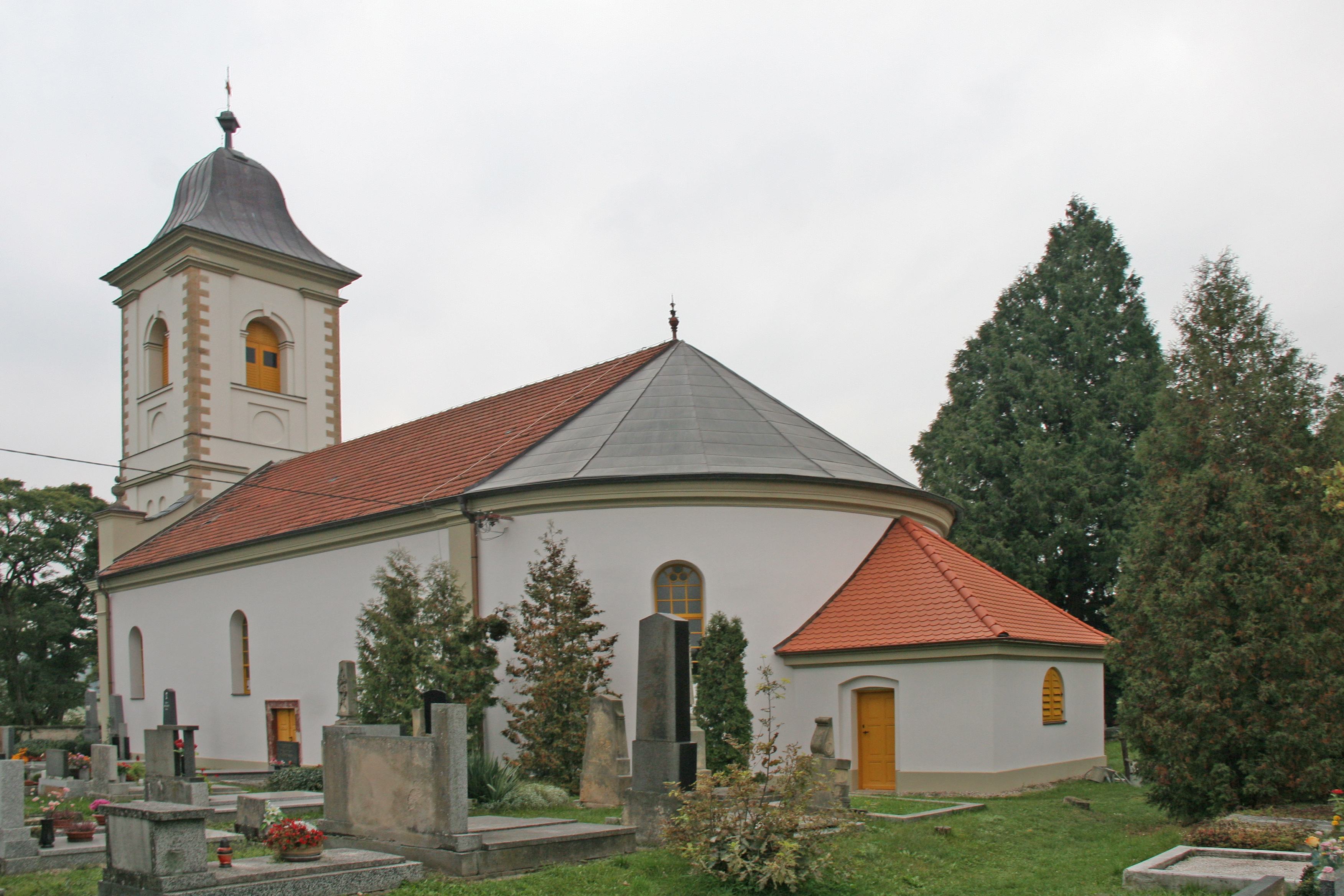
Südostansicht

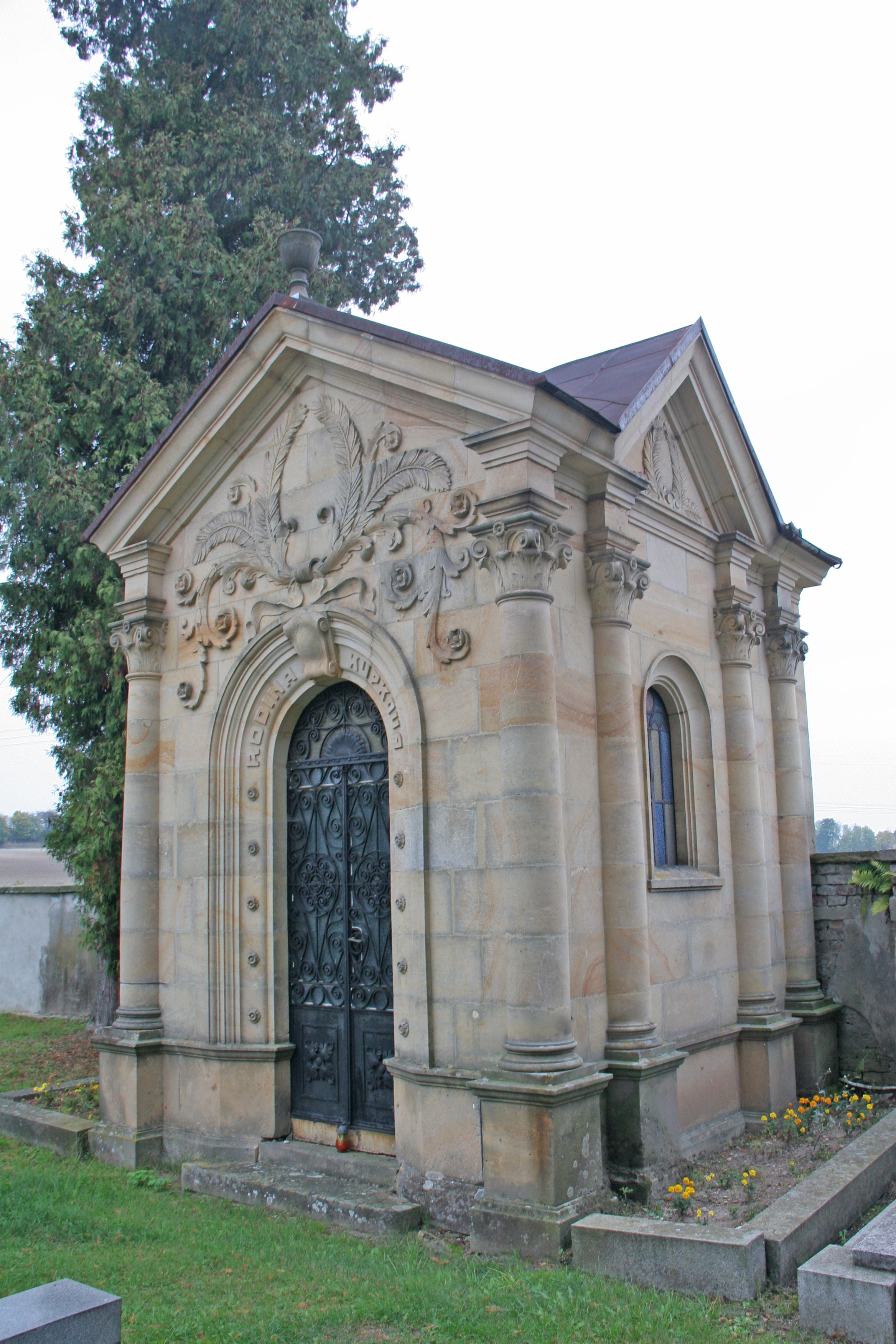
Totenhaus auf dem Friedhof

Die Evangelische Kirche in Klášter nad Dědinou, einem Ortsteil der Gemeinde Ledce in Ostböhmen, ist eine Pfarrkirche der Evangelischen Kirche der Böhmischen Brüder (ČCE) in Tschechien. Das Kulturdenkmal wurde 1785 als Toleranzkirche der Evangelischen Kirche H.B. in Österreich errichtet.

## Lage
Die von einem Friedhof umgebene Kirche befindet sich 300 Meter nördlich des Dorfes Klášter nad Dědinou am Weg nach Městec. 

## Geschichte
Die während des Dreißigjährigen Krieges begonnene Rekatholisierung der Untertanen der Herrschaft Opočno blieb wenig erfolgreich. Ein Großteil der Bevölkerung in der Gegend zwischen Třebechovice und Opočno blieb nichtkatholisch und traf sich an geheimen Plätzen zum Gottesdienst. Am 16. September 1732 wurden sieben Bauern aus Jeníkovice im Namen der Nichtkatholiken mit dem Gesuch zur freien Religionsausübung bei Rudolf von Colloredo auf Schloss Opočno vorstellig und baten um Durchführung ihrer Gottesdienste in der Kirche von Vysoký Újezd. Colloredo verstand dies als gefährlichen Aufruhr und beorderte Soldaten des Regiments von Königsegg und eine Dragonerkompanie aus Königgrätz zusammen mit dem Jesuitenpater Fiom in die Dörfer um Třebechovice. Innerhalb von drei Tagen wurden 171 Protestanten verhaftet. Im Jahre 1740 predigte der Exulant Jan Liberda in den Wäldern. In den folgenden Jahren reiste Liberda, der inzwischen von König Friedrich II. zum Inspektor der böhmischen Kirchengemeinden in Schlesien ernannt worden war, mehrfach inkognito als Medicus Johann Frey in die Gegend und bereitete zusammen mit den preußischen Generälen in Königgrätz die organisierte Emigration der böhmischen Nichtkatholiken nach Schlesien vor. 1742 wanderten zahlreiche Familien aus der Gegend nach Münsterberg aus.
Nachdem Kaiser Joseph II. im Oktober 1781 das Toleranzpatent erlassen hatte, bildete sich am 27. September 1782 in Klášter eine reformierte Gemeinde. Im selben Jahr zeichneten 319 Familien vor dem Amt Opočno die Gründung der selbständigen Gemeinde der Kirche des Lammes; die für die Bildung einer Kirchgemeinde erforderliche Mindestzahl von 100 Familien wurde damit deutlich überschritten. Im Mai 1783 erhielt die Gemeinde mit dem Ungarn Matouš Bacsa ihren ersten hauptamtlichen Prediger. Die Gottesdienste fanden anfänglich in einem Bauernhof und im Sommer in dessen Garten statt. 1785 überließ der Bauer Václav Větvička der Gemeinde ein Feldstück zur Errichtung einer Kirche und eines Friedhofes. Die Grundsteinlegung für die Kirche erfolgte nach Ostern, am 16. Oktober 1785 wurde sie geweiht. Im selben Jahre wurde die Pfarrei Teil der neu gebildeten Evangelischen Superintendentur H. B. Böhmen. 1786 nahm auf dem Hof des Bauern Větvička eine evangelische Schule den Unterricht auf, ein eigenes Schulhaus erhielt sie 1791. Das Pfarrhaus wurde 1787 erbaut. 
Die Gemeinde Kloster war eine der flächengrößten evangelisch-reformierten Kirchgemeinden in Böhmen. Der Sprengel des Pastorats erstreckte sich anfänglich von Braunau bis Choceň und von Königgrätz bis zur schlesischen Grenze. Im Jahre 1836 umfasste er 2870 Gläubige, darunter sämtliche protestantischen Einwohner der Herrschaft Opotschno, weitere 251 Protestanten in den Orten Bieltsch und Chwogenetz (Herrschaft Pardubitz), Bohuslawitz, Černčitz, Lhota, Slawietin und Spie (Herrschaft Neustadt), Borohradek (Gut Borohrádek), Zbielow und Zdiar (Herrschaft Reichenau), Hodietschin (Gut Nedělischt), Josephstadt und Libnikowitz (Herrschaft Smiřitz), Kosteletz und Lhota (Herrschaft Kosteletz), Tinischt und Woleschnitz (Herrschaft Častolowitz) sowie sämtliche 64 Protestanten aus der Herrschaft Nachod, die dem Filialbethaus in Machau zugewiesen waren.
Von 1843 bis 1889 war Jan Veselý Pfarrer in Kloster. 1855 erhielt die Gemeinde die Erlaubnis zum Anbau eines Kirchturmes. Die Mittel für den Umbau wurden von der Gemeinde erbracht, Franz von Colloredo bewilligte in seinen Wäldern den Holzeinschlag für den Turm und das neue Kirchendach. 
Durch die Bildung neuer Pastorate, u. a. in Choceň (1862), Semonice (1867), Kostelec nad Orlicí, Bohuslavice nad Metují verkleinerte sich der Sprengel Kloster deutlich. 1871 wurde die Predigtstation in Třebechovice zum Pastorat erhoben, 1885 die Predigtstation in Hronov von Klášter abgetrennt. Die Predigtstation Běleč nad Orlicí wurde 1876 dem Pastorat Třebechovice als Filialgemeinde zugeordnet. Weitere Predigtstationen wurden in Trnov (1875–1995), Ostašovice, Křivice (1890), Dobruška (1900), Bolehošť (1902), Opočno (1951), Králova Lhota (1980) und Mokré eingerichtet.
Von 1889 bis 1928 wirkte Oskar Opočenský als Pfarrer in Klášter, danach bis 1957 dessen Sohn Bohumír Opočenský. Durch den Zusammenschluss der reformierten und lutherischen Kirchen wurde die Pfarrei Klášter im Dezember 1918 Teil der Evangelischen Kirche der Böhmischen Brüder.
Die Predigtstation Rychnov nad Kněžnou wurde nach dem Zweiten Weltkrieg dem Pastorat Kostelec nad Orlicí zugewiesen, die Predigtstation Opočno 1953 dem Pastorat Bohuslavice nad Metují. In Dobruška erwarb die Gemeinde in den 1950er Jahren die ehemalige Synagoge und baute sie bis 1954 zur Predigtstation um. 
Während der kommunistischen Herrschaft verlor die Gemeinde durch Druck und Schikanen zahlreiche Gemeindeglieder, andere stellten ihre Aktivitäten ein und zogen sich zurück. Die nach der Samtenen Revolution erhoffte Rückkehr dieser Menschen zum Glauben trat nicht ein. Im Jahre 2006 verkaufte die Gemeinde die Synagoge in Dobruška an die Stadt, die sie zum Museum umgestaltete. Seit der Auflösung des Pastorats Bohuslavice gehört die Predigtstation Opočno seit 2008 wieder zum Pastorat Klášter nad Dědinou. 
Die Evangelische Kirchgemeinde Klášter nad Dědinou hat heute ca. 370 Gemeindeglieder. Die Gottesdienste werden nur noch den Sommer über sowie zu Feiertagen in der Kirche abgehalten, in den Wintermonaten finden sie im Betsaal statt. Zur Kirchgemeinde gehören drei Predigtstationen in Bolehošť, Dobruška und Opočno; wobei in Bolehošť keine Gottesdienste mehr abgehalten werden.

## Bauwerk
Die 1785 innerhalb eines halben Jahres in Eigenleistung der Gemeindeglieder im Empirestil mit Schindeldach erbaute Kirche war turmlos. 1855 wurde die Kirche im Neorenaissancestil umgebaut und an der Westseite des Schiffes der Turm angebaut.
1894 erfolgte der Bau des Konfirmandensaals. Im Jahre 1900 erhielt die Kirche drei neue Glocken. Am 1. Dezember 1900 erfolgte die Weihe der ersten Orgel. Während der beiden Weltkriege wurden zwei der Kirchenglocken requiriert und eingeschmolzen. Im Jahre 1958 wurde das Kirchenareal mit der Kirche, dem Totenhaus und der Friedhofsmauer unter Denkmalschutz gestellt.
Im Jahre 2009 erfolgte die Sanierung des Kirchturmes, die Instandsetzung des Kirchendaches sowie die Generalreparatur der Orgel; die Sanierung des Kirchenschiffes wurde 2012 abgeschlossen.